# Nils von Kantzow
Nils Gustaf von Kantzow, född den 30 augusti 1885 på Karlbergs slott i Solna, död den 7 februari 1967 i villa Björkedal i Mullsjö, var en svensk friherre, militär och gymnast.
Nils von Kantzow var son till officeren och gymnastikläraren Gustaf Ludvig von Kantzow (1849–1923) och dennes hustru Emma Hilda Julia Sandin (1858–1940). Fadern var vid tiden för sonens födelse lärare i topografi vid Krigsskolan i Karlberg. 
Nils von Kantzow avlade studentexamen 1903 och blev därefter volontär vid fortifikationen där han efter examen från Krigsskolan blev underlöjtnant 1905, löjtnant 1908 och kapten 1916. Han blev riddare av Kungliga Svärdsorden 1926 och övergick till övergångsstat året därpå.
Som gymnast ingick von Kantzow i den svenska lagtruppen i gymnastik som vann guld vid Olympiska sommarspelen 1908 i London.
Den 7 juli 1910 gifte sig von Kantzow med officersdottern Carin Fock, och i äktenskapet föddes sonen Thomas von Kantzow den 1 mars 1912 han dog den 27 maj 1973, blev 61 år. Paret skilde sig den 13 december 1922 och Carin von Kantzow gifte året därpå om sig med den tyske flygaren och blivande riksmarskalken Hermann Göring. Nils von Kantzow är begravd på Lovö kyrkogård.